# Baizuo
Baizuo (白左, báizuǒ, literalmente "esquerda de branco") é um neologismo depreciativo chinês usado para referir-se às elites ocidentais que se autodeclaram de esquerda. Refere-se às facções de esquerda que, nas guerras culturais da política ocidental, apoiam incondicional e acriticamente o multiculturalismo, o politicamente correto e a chamada "discriminação positiva".
É relacionado ao termo shèngmǔ (圣母, literalmente "santa mãe"), uma referência sarcástica à mãe dos antigos imperadores chineses, e ao próprio imperador quando este tomava decisões políticas à base de emoções. Refere-se também a demonstrações hipócritas de abnegação e empatia.
O termo "baizuo" foi, aparente e inicialmente, usado em um artigo publicado em 2010 na Rede Renren, sob o título  O falso moralismo da esquerda dos brancos ocidentais e os cientistas da pátria chinesa. Nenhum uso posterior do termo é conhecido até 2013, com uso isolado apenas durante 2013–2015. No artigo, eram chamados de "baizuos" todos os que defendiam as políticas públicas do Partido Democrata dos Estados Unidos em relação às "minorias", como conceder ações afirmativas a afro-americanos e latinos, mas não aos asiáticos.